# Anders Lyrbring
Anders Lyrbring, född 21 mars 1978, är en svensk simmare.
Han blev olympisk silvermedaljör i Atlanta 1996, då han simmade stafetten på 200 m frisim tillsammans med Lars Frölander, Anders Holmertz och Christer Wallin.

## Klubb
- S 02[1]